# John Fetterman
John Karl Fetterman (West Reading, Pennsylvania, 15 augustus 1969) is een Amerikaans politicus. Sinds 2023 vertegenwoordigt hij Pennsylvania in de Senaat. Hij is lid van de Democratische Partij.

## Loopbaan
Fetterman was van 2006 tot 2019 burgemeester van Braddock en van 2019 tot 2023 luitenant-gouverneur van Pennsylvania.
In 2016 was hij voor het eerst kandidaat voor de Amerikaanse Senaat. Hij verloor in de Democratische voorverkiezingen van Katie McGinty, die op haar beurt verloor van de zittende Republikeinse senator Pat Toomey.
In februari 2021 stelde hij zich opnieuw kandidaat voor de Senaat. In de Democratische voorverkiezingen nam hij het onder andere op tegen congreslid Conor Lamb. Fetterman won de voorverkiezing in mei 2022 met bijna 59 procent van de stemmen. Daags voor de stemming werd hij echter getroffen door een beroerte, waardoor hij tot augustus geen campagne kon voeren. In de Senaatsverkiezingen nam hij het op tegen de Republikeinse arts en televisiepersoonlijkheid Mehmet Öz. In een publiek debat tussen de twee bleek dat Fetterman nog altijd kampte met de gevolgen van de beroerte. Desondanks won hij de verkiezing met 51,0 procent tegen 46,6 procent voor Öz. Hij was daarmee de enige kandidaat in de verkiezingen van 2022 die een Republikeinse senaatszetel voor de Democraten wist te winnen.
In 2016 steunde Fetterman Bernie Sanders in de Democratische voorverkiezingen voor de presidentsverkiezingen en hij voerde in 2022 campagne als een progressieve Democraat, met steun van onder andere Alexandria Ocasio-Cortez. Na zijn verkiezing raakte de linkervleugel van de partij gedesillusioneerd met Fetterman, die het progressieve label verwierp en in de Gaza-oorlog kant koos voor Israël.

## Privéleven
Fetterman is sinds 2008 getrouwd met activiste Gisele Barreto Almeida. Ze is een geboren Braziliaanse die op zevenjarige leeftijd met haar moeder en broer als illegale immigrant naar de Verenigde Staten kwam. Fetterman en Almeida hebben drie kinderen.
- Gemeinsame Normdatei: 1161413995
- Biographical Directory of the United States Congress: F000479
- Virtual International Authority File: 687152988197612790008
- WorldCat: E39PBJy8t9PfPPmt6hbKcDdRKd

Alabama: Tuberville (R) · Britt (R)
Alaska: Murkowski (R) · Sullivan (R)
Arizona: Kelly (D) · Gallego (D)
Arkansas: Boozman (R) · Cotton (R)
Californië: Padilla (D) · Schiff (D)
Colorado: Bennet (D) · Hickenlooper (D)
Connecticut: Blumenthal (D) · Murphy (D)
Delaware: Coons (D) · Blunt Rochester (D)
Florida: R. Scott (R) · Moody (R)
Georgia: Ossoff (D) · Warnock (D)
Hawaï: Schatz (D) · Hirono (D)
Idaho: Crapo (R) · Risch (R)
Illinois: Durbin (D) · Duckworth (D)
Indiana: Young (R) · Banks (R)
Iowa: Grassley (R) · Ernst (R)
Kansas: Moran (R) · Marshall (R)
Kentucky: McConnell (R) · Paul (R)
Louisiana: Cassidy (R) · Kennedy (R)
Maine: Collins (R) · King (O)
Maryland: Van Hollen (D) · Alsobrooks (D)
Massachusetts: Warren (D) · Markey (D)
Michigan: Peters (D) · Slotkin (D)
Minnesota: Klobuchar (D) · Smith (D)
Mississippi: Wicker (R) · Hyde-Smith (R)
Missouri: Hawley (R) · Schmitt (R)
Montana: Daines (R) · Sheehy (R)
Nebraska: Fischer (R) · Ricketts (R)
Nevada: Cortez Masto (D) · Rosen (D)
New Hampshire: Shaheen (D) · Hassan (D)
New Jersey: Booker (D) · Kim (D)
New Mexico: Heinrich (D) · Luján (D)
New York: Schumer (D) · Gillibrand (D)
North Carolina: Tillis (R) · Budd (R)
North Dakota: Hoeven (R) · Cramer (R)
Ohio: Moreno (R) · Husted (R)
Oklahoma: Lankford (R) · Mullin (R)
Oregon: Wyden (D) · Merkley (D)
Pennsylvania: Fetterman (D) · McCormick (R)
Rhode Island: Reed (D) · Whitehouse (D)
South Carolina: Graham (R) · T. Scott (R)
South Dakota: Thune (R) · Rounds (R)
Tennessee: Blackburn (R) · Hagerty (R)
Texas: Cornyn (R) · Cruz (R)
Utah: Lee (R) · Curtis (R)
Vermont: Sanders (O) · Welch (D)
Virginia: Warner (D) · Kaine (D)
Washington: Murray (D) · Cantwell (D)
West Virginia: Moore Capito (R) · Justice (R)
Wisconsin: Johnson (R) · Baldwin (D)
Wyoming: Barrasso (R) · Lummis (R)
(D): Democraat · (R): Republikein · (O): Onafhankelijk